# 楠木铺乡
楠木铺乡，是中华人民共和国湖南省怀化市沅陵县下辖的一个乡镇级行政单位。

## 行政区划
楠木铺乡下辖以下地区：
常德湖村、高坪村、黄腊溪村、庙王山村、楠木铺村、溶溪村和两河口村。